# Edward Hibberd Johnson
Edward Hibberd Johnson (Chester County (Pennsylvania), 4 januari 1846 – New York, 9 september 1917) was een Amerikaans uitvinder en zakenpartner van Thomas Edison. Hij was betrokken bij veel projecten van Edison en was een partner in een vroege organisatie in wat later General Electric zou worden. Toen Johnson vicepresident was van de Edison Electric Light Company creëerde hij in 1882 de eerst bekende elektrisch verlichte kerstboom in zijn huis in New York. Hierdoor staat hij in de Verenigde Staten bekend als "Vader van de elektrische kerstboomverlichting".

## Biografie
De Chester County geboren Edward Hibberd Johnson volgde onderwijs op openbare scholen in Philadelphia en werkte als telegraafbeambte. In 1867 vertrokken Johnson en generaal William Jackson Palmer vanuit Philadelphia naar het westen. Generaal Palmer was als bouwleider werkzaam voor de Kansas Pacific Railroad, die routes door New Mexico en Arizona naar de Pacifische kust in kaart bracht.
In 1871 werd Edward H. Johnson, als assistent van generaal William J. Palmer, teruggestuurd naar het oosten om leiding te geven aan de Automatic Telegraph Company. Het was Johnson die de toen 24-jarige Thomas A. Edison inhuurde. Van Edison schreef Johnson later:

Hij at aan dit bureau en sliep in een stoel. In zes weken tijd had hij de boeken doorgenomen, een bundel met samenvattingen geschreven en tweeduizend experimenten gedaan ... en een oplossing bedacht.

Johnson was later een prominent aanhanger van Edison en hielp hem zijn "uitvindingsfabriek" op te richten in Menlo Park (New Jersey). Johnson werd een van Edisons vertrouwde leidinggevenden naarmate diens uitvindingen en zaken zich ontwikkelden in de jaren 1870 en later. Hij trouwde in 1873 in Philadelphia met Margaret V. Kenney; ze kregen drie kinderen.
In 1883 rekruteerde hij marineofficier Frank Julian Sprague, die hij op een internationale elektrische expositie had ontmoet. Sprague zou uitgroeien tot een bekend uitvinder en was verantwoordelijk voor belangrijke ontwikkelingen op het gebied van elektrische spoorwegen en elektrische liften, die een belangrijke rol speelden in de groei van Amerikaanse steden in de late 19e en vroege 20e eeuw.

## Eerste elektrische kerstboomverlichting
De eerste bekende elektrisch verlichte kerstboom was de creatie van Edward H. Johnson. Terwijl hij vicepresident was van de Edison Electric Light Company, liet hij speciaal voor hem kerstboombollen maken. Hij toonde zijn kerstboom – met de hand bedraad met 80 rode, witte en blauwe elektrische gloeilampen ter grootte van walnoten – op 22 december 1882 in zijn huis in New York. Het verhaal werd gerapporteerd in de Detroit Post and Tribune door een verslaggever genaamd William Augustus Croffut. Croffut schreef: "Gisteravond liep ik over Fifth Avenue heen en belde aan bij de woning van Edward H. Johnson, vicepresident van Edisons elektriciteitsbedrijf." Hoewel het adres van Johnson op dat moment niet bekend was, woonde hij in een van de eerste delen van New York waar elektriciteit was aangesloten. Edward H. Johnson werd bekend als de vader van de elektrische kerstboomverlichting.
Vanaf dat moment groeiden elektrisch verlichte kerstbomen, binnen en buiten, met stijgend enthousiasme in de Verenigde Staten en elders. In 1895 sponsorde de Amerikaanse president Grover Cleveland de eerste elektrisch verlichte kerstboom in het Witte Huis. Het had meer dan honderd veelkleurige lichtjes. De eerste commercieel geproduceerde kerstboomlampen werden vervaardigd in reeksen van negen fittingen door de Edison General Electric Company in Harrison, New Jersey en geadverteerd in het decembernummer van het Ladies' Home Journal van 1901. Elke fitting was geschikt voor een miniatuur twee-candela kooldraadlamp.
1. ↑  Find a Grave.